# 顧成
顧 成（こ せい、至順元年（1330年）- 永楽12年5月25日（1414年6月12日））は、元末明初の軍人。字は景韶。本貫は潭州湘潭県。

## 生涯
祖父の顧業は舟を操り、長江・淮水の間を往来し、湘潭から江都に住居を移した。顧成は若くして体躯が大きくてたくましく、膂力は常人を凌駕し、馬槊を得意とし、身体に入れ墨をして目立たせていた。至正15年（1355年）、朱元璋が長江を渡ると、顧成はかれに帰順して、その武勇により選抜されて帳前親兵となり、朱元璋の傘蓋に出入りした。あるとき顧成が朱元璋に従って外出すると、舟を砂上で接着して、その舟を背負って行ったという。至正16年（1356年）、鎮江攻撃に従い、戦って捕らえられたが、束縛を断って脱出した。味方の攻城を手引きして、鎮江を攻め落とすと、百戸に任じられた。大小数十戦に参加し、いずれも功績があって、堅城衛指揮僉事に進んだ。
洪武4年（1371年）、顧成は夏に対する征戦に従い、羅江を攻め、元帥以下二十数人を捕らえ、漢州に進軍して降した。夏を平定すると、成都後衛指揮僉事に転じた。洪武6年（1373年）、重慶の宗教反乱の首領王元保を捕らえた。洪武8年（1375年）、貴州の守備に転じた。このとき少数民族たちは叛服常なく、顧成は連年出兵して、反乱を鎮圧した。洪武14年（1381年）、傅友徳に従って雲南に遠征し、その先鋒をつとめ、普定を攻略すると、その地に留まって柵を並べて守った。少数民族が数万の兵で来攻すると、顧成は柵を出て自ら数十人を殺し、敵を退却させた。残党がなお南城にいたので、顧成は捕虜一人を斬って、「わたしは夜に2回鼓を打つとやって来て、おまえたちを殺す」と宣告した。夜に2回鼓が打たれ、角笛が吹かれて砲が鳴らされた。反乱軍はこれを聞いて全員逃走し、普定府に属する諸族は全て平定された。指揮使に進んだ。洪武17年（1384年）、阿黒・螺螄などの十数寨を平定した。
洪武18年（1385年）、普定府を廃止し、その地を分割して3州・6長官司を置くよう上奏した。貴州都指揮同知に進んだ。賄賂を受け取っている者や玉器などを勝手に使用している者たちは、功労が長くとも評価されないと布告した。洪武29年（1396年）、右軍都督僉事に転じ、征南将軍の号を受けた。何福と合流して水西の少数民族を討ち、その首長の居宗必登を斬った。洪武30年（1397年）、西堡・滄浪諸寨の少数民族が反乱を起こすと、顧成は指揮の陸秉と子の顧統を派遣して道を分かれて反乱を平定した。顧成は貴州に在任すること十数年、諸族の洞寨百数十を討ち平らげ、いずれもその首領を殺し、残りの人々を帰順させた。同年2月、南京に召還された。
建文元年（1399年）、顧成は左軍都督となり、耿炳文に従って燕王朱棣の軍を防いだが、真定で戦って捕らえられた。燕王朱棣はその束縛を解くと、「これは天がおまえをわたしに授けたのだ」といった。顧成は北平に送られ、世子朱高熾を補佐して北平を守ることとなった。建文帝側の軍が北平城を包囲すると、城内の防禦や手配は顧成に相談された。永楽帝（朱棣）が即位すると、顧成は功を論じられて、鎮遠侯に封じられ、世券を与えられた。貴州に駐屯するよう命じられた。
永楽元年（1403年）、顧成は西北辺境の防備を固め、早く皇太子を立てるよう請願する上書をおこなった。永楽6年（1408年）3月、南京に召し出され、金帛を賜って貴州に帰された。思州宣慰使の田琛と思南宣慰使の田宗鼎が対立して兵を起こすと、顧成は永楽帝の命を受けて兵5万をもって双方を制圧し、田琛らを捕らえた。思州・思南の地を分割して州県が置かれ、貴州布政司が設置された。同年8月、台羅苗の普亮らが反乱を起こすと、顧成は二都司三衛兵を率いてこれを鎮圧した。南中に駐屯し、現地の人に生祠を立てられて祀られた。
顧成は北京に召し出されると、太子朱高熾の監国を補佐するよう命じられた。顧成は「太子は仁明で、廷臣はみな賢く、輔導の事は愚臣の及ぶところではありません。貴州に帰って諸族に備えたい」と断った。このとき太子を廃嫡しようという動きがあったため、朱高熾は不安に駆られて顧成に再考を求めた。顧成は文華殿に入って、「殿下はただ誠意を尽くして父母を敬い、努力して民衆を救恤なされませ。万事は天にあり、小人は意に留めるに足りません」といって固辞した。永楽12年（1414年）5月、死去した。享年は85。夏国公に追封された。諡は武毅といった。
8人の男子がおり、長男の顧統は普定衛指揮となったが、顧成が燕王朱棣に降ったため、建文帝政権に殺害された。